# National Basketball Association 1992-1993
La stagione della National Basketball Association 1992-1993 fu la 47ª edizione del campionato NBA. La stagione si concluse con la vittoria dei Chicago Bulls, che sconfissero i Phoenix Suns per 4-2 nelle finali NBA.
Con questa vittoria i Bulls conquistarono il loro terzo anello e uno storico three-peat, un traguardo che ai tempi, in NBA, era stato raggiunto solo dai Minneapolis Lakers dei primi anni '50 e dai Boston Celtics della Dinastia.

## Squadre partecipanti
- Atlanta Hawks
- Boston Celtics
- Charlotte Hornets
- Chicago Bulls
- Cleveland Cavaliers
- Dallas Mavericks
- Denver Nuggets
- Detroit Pistons
- G.S. Warriors
- Houston Rockets
- Indiana Pacers
- L.A. Clippers
- L.A. Lakers
- Miami Heat

- Milwaukee Bucks
- Minnesota T'wolves
- N.J. Nets
- N.Y. Knicks
- Orlando Magic
- Phoenix Suns
- Philadelphia 76ers
- Portland T. Blazers
- Sacramento Kings
- San Antonio Spurs
- Seattle S.Sonics
- Utah Jazz
- Washington Bullets

## Classifica finale

### Eastern Conference
| Squadra            | V  | P  | %    | GB |
| ------------------ | -- | -- | ---- | -- |
| New York Knicks    | 60 | 22 | 73,2 | -  |
| Boston Celtics     | 48 | 34 | 58,5 | 12 |
| New Jersey Nets    | 43 | 39 | 52,4 | 17 |
| Orlando Magic      | 41 | 41 | 50,0 | 19 |
| Miami Heat         | 36 | 46 | 43,9 | 24 |
| Philadelphia 76ers | 26 | 56 | 31,7 | 34 |
| Washington Bullets | 22 | 60 | 26,8 | 38 |

| Squadra             | V  | P  | %    | GB |
| ------------------- | -- | -- | ---- | -- |
| Chicago Bulls C     | 57 | 25 | 69,5 | -  |
| Cleveland Cavaliers | 54 | 28 | 65,9 | 3  |
| Charlotte Hornets   | 44 | 38 | 53,7 | 13 |
| Atlanta Hawks       | 43 | 39 | 52,4 | 14 |
| Indiana Pacers      | 41 | 41 | 50,0 | 16 |
| Detroit Pistons     | 40 | 42 | 48,8 | 17 |
| Milwaukee Bucks     | 28 | 54 | 34,1 | 29 |

### Western Conference
| Squadra                | V  | P  | %    | GB |
| ---------------------- | -- | -- | ---- | -- |
| Houston Rockets        | 55 | 27 | 67,1 | -  |
| San Antonio Spurs      | 49 | 33 | 59,8 | 6  |
| Utah Jazz              | 47 | 35 | 57,3 | 8  |
| Denver Nuggets         | 36 | 46 | 43,9 | 19 |
| Minnesota Timberwolves | 19 | 63 | 23,2 | 36 |
| Dallas Mavericks       | 11 | 71 | 13,4 | 44 |

| Squadra                | V  | P  | %    | GB |
| ---------------------- | -- | -- | ---- | -- |
| Phoenix Suns           | 62 | 20 | 75,6 | -  |
| Seattle SuperSonics    | 55 | 27 | 67,1 | 7  |
| Portland Trail Blazers | 51 | 31 | 62,2 | 11 |
| Los Angeles Clippers   | 41 | 41 | 50,0 | 21 |
| Los Angeles Lakers     | 39 | 43 | 47,6 | 23 |
| Golden State Warriors  | 34 | 48 | 41,5 | 28 |
| Sacramento Kings       | 25 | 57 | 30,5 | 37 |

## Vincitore
| Campione NBA 1992-1993    |
| ------------------------- |
| Chicago Bulls (3º titolo) |

## Statistiche
| Categoria             | Giocatore       | Squadra               | Stat |
| --------------------- | --------------- | --------------------- | ---- |
| Punti per gara        | Michael Jordan  | Chicago Bulls         | 32,6 |
| Rimbalzi per gara     | Dennis Rodman   | Detroit Pistons       | 18,3 |
| Assist per gara       | John Stockton   | Utah Jazz             | 12,0 |
| Palle rubate per gara | Michael Jordan  | Chicago Bulls         | 2,8  |
| Stoppate per gara     | Hakeem Olajuwon | Houston Rockets       | 4,2  |
| FG%                   | Cedric Ceballos | Phoenix Suns          | 57,6 |
| FT%                   | Mark Price      | Cleveland Cavaliers   | 94,8 |
| 3FG%                  | Chris Mullin    | Golden State Warriors | 45,1 |

## Premi NBA
- NBA Most Valuable Player Award: Charles Barkley, Phoenix Suns
- NBA Rookie of the Year Award: Shaquille O'Neal, Orlando Magic
- NBA Defensive Player of the Year Award: Hakeem Olajuwon, Houston Rockets
- NBA Sixth Man of the Year Award: Clifford Robinson, Portland Trail Blazers
- NBA Most Improved Player Award: Chris Jackson, Denver Nuggets
- NBA Coach of the Year Award: Pat Riley, New York Knicks
- NBA Executive of the Year Award: Jerry Colangelo, Phoenix Suns
- All-NBA First Team:
  - F - Karl Malone, Utah Jazz
  - F - Charles Barkley, Phoenix Suns
  - C - Hakeem Olajuwon, Houston Rockets
  - G - Michael Jordan, Chicago Bulls
  - G - Mark Price, Cleveland Cavaliers
- All-NBA Second Team:
  - F - Dominique Wilkins, Atlanta Hawks
  - F - Larry Johnson, Charlotte Hornets
  - C - Patrick Ewing, New York Knicks
  - G - John Stockton, Utah Jazz
  - G - Joe Dumars, Detroit Pistons
- All-NBA Third Team:
  - F - Scottie Pippen, Chicago Bulls
  - F - Derrick Coleman, New Jersey Nets
  - C - David Robinson, San Antonio Spurs
  - G - Tim Hardaway, Golden State Warriors
  - G - Dražen Petrović, New Jersey Nets
- All-Defensive First Team:
  - F - Scottie Pippen, Chicago Bulls
  - F - Dennis Rodman, Detroit Pistons
  - C - Hakeem Olajuwon, Houston Rockets
  - G - Michael Jordan, Chicago Bulls
  - G - Joe Dumars, Detroit Pistons
- All-Defensive Second Team:
  - F - Horace Grant, Chicago Bulls
  - F - David Robinson, San Antonio Spurs
  - C - Larry Nance, Cleveland Cavaliers
  - G - Dan Majerle, Phoenix Suns
  - G - John Starks, New York Knicks
- All-Rookie First Team:
  - Shaquille O'Neal, Orlando Magic
  - Christian Laettner, Minnesota Timberwolves
  - LaPhonso Ellis, Denver Nuggets
  - Alonzo Mourning, Charlotte Hornets
  - Tom Gugliotta, Washington Bullets
- All-Rookie Second Team:
  - Walt Williams, Sacramento Kings
  - Clarence Weatherspoon, Philadelphia 76ers
  - Latrell Sprewell, Golden State Warriors
  - Robert Horry, Houston Rockets
  - Richard Dumas, Phoenix Suns